# پانیشر در فیلم
شخصیت خیالی فرانک کسل / پانیشر، یک ضدقهرمان هوشیار در کتاب‌های مصور می‌باشد که توسط گری کانوی، جان رومیتا، پدر و راس اندرو خلق شده و توسط مارول کامیکس انتشار یافته‌است. پانیشر به عنوان شخصیت اصلی در چندین فیلم سینمایی و ویدئویی ظاهر شده که هر کدام از آنها در جهانی مستقل و بی ارتباط با یکدیگر ساخته شده‌اند. اولین فیلم لایو اکشن در سال ۱۹۸۹ در سراسر جهان اکران شد و سپس به صورت مستقیم در ایالات متحده با بازی دولف لاندگرن به نمایش درآمد، در حالی که فیلم دوم در سال ۲۰۰۴ با بازی توماس جین در سینماها اکران شد. په دلیل ناموفق بودن فیلم دوم، این مجموعه در سال ۲۰۰۸ با فیلم مجازاتگر: منطقه جنگ و با بازی ری استیونسون مجدداً راه اندازی شد.
این شخصیت علاوه بر سه فیلم لایو اکشن، در سه فیلم هوادار حاضر بوده و در چندین فیلم انیمیشن نیز حضور داشته‌است.

## توسعه
اولین فیلم که با عنوان مجازاتگر شناخته می‌شود و دولف لاندگرن در آن نقش آفرینی می‌کند، فیلمی است که به صورت بین‌المللی اما مستقیماً ویدئویی در آمریکای شمالی توسط آرتیسان اینترتیمنت در سال ۱۹۸۹ اکران شد که بیشتر به دلیل نداشتن نشان جمجمه بر روی لباس شخصیت که نماد پانیشر می‌باشد قابل توجه است. شزکت مارول جاناتان هنزلی را برای نویسندگی و کارگردانی فیلم دوم با عنوان مجازاتگر در سال ۲۰۰۴ با بازی توماس جین استخدام کرد. این فیلم عمدتاً بر اساس دو داستان کمیک پانیشر با نام‌های مجازاتگر: سال اول و دوباره خوش آمدی، فرانک بود.
قرار بود دنباله‌ای مستقیم به دلیل فروش بالای نسخه دی‌وی‌دی ساخته شود، اما فقدان فیلمنامه خوب پروژه را بیش از ۳ سال در حات تعلیق نگه داشت و در نهایت جاناتان هنزلی و توماس جین از پروژه خارج شدند. در ژوئن ۲۰۰۷، لکسی الکساندر برای کارگردانی و ری استیونسون در ژوئیه همان سال برای ایفای نقش پانیشر در فیلم جدید مجازاتگر: منطقه جنگ انتخاب شدند که یک ریبوت محسوب می‌شد و این دومین باری بود که این مجموعه فیلم دوباره راه‌اندازی می‌شود. این فیلم در ۵ دسامبر ۲۰۰۸ اکران شد. تمرکز اصلی این فیلم‌ها بر روی انتقام و کیفرستانی فرانک پس از مرگ خانواده‌اش می‌باشد.

## لایو اکشن

### مجازاتگر (۱۹۸۹)
او به عنوان تحت تعقیب‌ترین و مرموزترین پارتیزان شهر شناخته می‌شود. او کسی است که در ۵ سال گذشته ۱۲۵ نفر را به قتل رسانده‌است. نام او پانیشر (دولف لاندگرن) است، مسلحی تنها در برابر جنایت. در گذشته او یک پلیس سابق با نام فرانک کسل بود که خانواده اش توسط خلافکاران به قتل رسیدند و اکنون از لحاظ قانونی مرده به حساب می‌آید. او از مرگ بازگشته تا انتقام بگیرد و هر جنایتکاری که می‌یابد را از بین می‌برد. در نتیجه هر کدام از خانواده‌های تبهکار را تضعیف کرده و جیانی فرانکو (رهبر یکی از خانواده‌ها) را مجبور می‌کند تا کنترل خانواده‌ها را به دست بگیرد و فرانکو برنامه ای می‌ریزد تا تمامی خانواده‌ها را گرد هم آورد.
با این حال این وقایع مورد توجه لیدی تاناکا (کیم میوری) و یاکوزا (قوی‌ترین سندیکای جنایی آسیا) قرار گرفته و آنها تصمیم می‌گیرند تا بر خانواده‌ها و متعلقات آنها تسلط یابند، در نتیجه برای سوق دادن خانواده‌ها به هدف خود، فرزندان آنها را می‌ربایند. اکنون پانیشر باید برای نجات جان فرزندان افرادی که پنج سال با آنها جنگیده و در عین حال در کنار مردی که خانواده اش را به قتل رسانده‌است مبارزه کند.

### مجازاتگر (۲۰۰۴)
پس از یک عملیات مخفی که در آن بابی سنت، پسر تاجر فاسد هاوارد سنت (جان تراولتا) کشته می‌شود، مأمور اف‌بی‌آی و سرباز سابق، فرانک کسل (توماس جین) بازنشسته می‌شود. هاوارد سنت که کسل را مسئول مرگ پسرش می‌داند، به افرادش دستور می‌دهد تا فرانک و خانواده اش را در جریان یک گردهمایی خانوادگی به قتل برسانند. فرانک که در اثر خاطرات خانواده اش سوخته و تسخیر شده‌است، تصمیم می‌گیرد تا از آنها انتقام بگیرد و قاضی، هیئت منصفه و جلاد معروف به «مجازات» می‌شود، پیراهن جمجمه علامت تجاری او آخرین هدیه پسر کسل قبل از مرگش است. کسل برای تنبیه هاوارد سنت و همکارانش در جنگی تک نفره، حاضر به تسلیم نشدن تا زمانی که مسئولین آن مرده‌اند، از جمله فریب دادن سنت به کشتن همسر و محافظ سرش با دستکاری شواهد، او را وادار می‌کند که فکر کند آنها با هم رابطه دارند، تلاش می‌کند. . یک دی‌وی‌دی با برش طولانی در ۲۱ نوامبر ۲۰۰۶ با ۱۷ دقیقه فیلم اضافی منتشر شد که بیشتر آن حول محور شخصیت جیمی ویکس (راسل اندروز) می‌چرخد و فرانک متوجه شد که این دوستش بود که او را به هوارد سنت فروخت. ویژگی‌ها همچنین شامل صحنه‌های متحرک استاپ موشن سیاه و سفید است که در کویت بر اساس و تا حدی توسط هنرمند تیم برادستریت ساخته شده‌است، و یک گالری کتاب مصور Punisher. نسخه توسعه‌یافته «In Time» اثر مارک کولی نیز در تیتراژ پایانی دی‌وی‌دی با برش گسترده دیده می‌شود.
علیرغم اینکه فیلم به بمب گیشه تبدیل شد، شرکت لاینزگیت علاقه‌مند به ساخته دنباله ای به دلیل فروش بالای دی وی دی فیلم بود. جاناتان هنزلی و توماس جین قرار بود فیلمبرداری دنباله را آغاز کنند، علیرغم اینکه نویسندگان متعددی حتی پس از کناره‌گیری هنزلی به پروژه پیوستند، اما این پروژه بیش از ۳ سال در حالت تعلیق باقی ماند که دلیل آن فیلمنامه ضعیف بود. توماس جین بسیار مشتاق بود تا در دنباله ای با حضور جیگساو در نقش شخصیت شرور حضور یابد، به طوری که ۱۲ پوند عضله به بدن خود اضافه کرده بود و قصد داشت در قالب شخصیتی تاریک، خشن و غیر دوستانه تر از قبل ظاهر شود. با این حال، جین پس از خواندن فیلمنامه جدید کورت ساتر گفت: «کاری که انجام نمی‌دهم این است که ماه‌ها از عمرم را صرف زحمت کشیدن بر سر فیلمی کنم که اصلاً آن را قبول ندارم. من همیشه بچه‌های مارول را دوست داشتم و برای آنها آرزوی موفقیت می‌کنم و در همین حال به جستجوی فیلمی ادامه خواهم داد که روزی در کنار همه آن فیلم‌هایی که طرفداران از من خواسته‌اند بایستد."

### مجازاتگر: منطقه جنگ (۲۰۰۸)
قهرمان بی‌رحم با نام فرانک کسل (ری استیونسون) که نبرد انفرادی خود را علیه دنیای جنایات سازمان‌یافته آغاز کرده‌است، رئیس تبهکاران با نام بیلی روسوتی (دومینیک وست) را مورد هدف قرار می‌دهد. پس از اینکه روسوتی توسط کسل به طرز وحشتناکی آسیب می‌بیند، برای انتقام از او با نام مستعار جیگسا بازمی‌گردد. علیرغم حمایت‌های کسل، اف‌بی‌آی نمی‌تواند جیگساو را تحت کنترل درآورد، بنابراین فرانک باید در مقابل ارتشی قدرتمند و تحت نظارت جیگسا ایستادگی کند تا قبل از اینکه اعمال شیطانی او بی پاسخ باقی بمانند. ر عین حال فرانک سعی می‌کند که تاوان قتل غیرعمد یک مأمور مخفی اف‌بی‌آی در هنگام حمله به روسوتی را پس بدهد.
ری استیونسون به ساخت دنباله ابراز علاقه کرد و از باراکودا به عنوان شرور احتمالی نام برده بود. زمانی که در کامیک-کان سن دیگو سال ۲۰۰۸ از استیونسون دربارهٔ حضور دوباره خود در این نقش پرسیدند گفت: «اگر چنین فرصتی داشتم، این نقش را تکرار می‌کردم. در این باره همه چیز به طرفداران بستگی دارد پس اگر کارساز باشد، ما باید دوباره این کار را انجام دهیم.» پس از اینکه فیلم اول مورد استقبال تماشاگران قرار واقع نشد، حقوق این شخصیت در نهایت به مارول بازگشت.

### دنیای سینمایی مارول
در فوریه ۲۰۲۰، آدام سایمون اظهار داشت که قبلاً یک فیلم با عنوان پانیشر برای مارول استودیوز در نظر داشته‌است که وقایع آن در دنیای سینمایی مارول و پیش از اتفاقات سریال تلویزیونی نتفلیکس به همین نام و با تکرار نقش آفرینی جان برنثال در آن صورت می‌گیرد. نقشی که در توصیف آن به فیلم‌هایی مانند فروپاشی و غلاف تمام فلزی اشاره شده‌است:
"شما باید اجازه دهید که این اثر با درجه R تولید شود و باید همان جسارت و بی پروایی فیلم لوگان را داشته باشد. دربرداشت من، فرانک کسل را در حال می‌یابیم که او را در پایان سریال ترک کرده‌ایم، اکنون فرانک کاملاً از تهدیدی که ابرقهرمانان و تبهکاران برای بشریت ایجاد می‌کنند آگاه می‌باشد؛ بنابراین، فرانک کسل باید به دنبال شخصی بگردد که احساس می‌کند مسئول تلفات غیرنظامی بی شمار است و نیک فیوری همان کسی می‌باشد که همه چیز را با سازماندهی این سلاح‌های کشتار دسته جمعی شروع کرد تا همگی دور هم جمع شوند. پیچش داستانی این است که از فرانک استفاده می‌شود تا عملکردی دوجانبه در اواخر پرده اول داشته باشد. ازآن نقطه به بعد، ما شاهد موقعیتی همانند فیلم ۳:۱۰ به یوما هستیم و فرانک و فیوری در حالی از همه قهرمانان و تبهکاران در حال فرار هستند، در فیلم سرباز زمستان به وضعیتی شبیه به فیلم لئون حرفه ای دچار می‌شوند."
در سپتامبر ۲۰۱۴، آنتونی و جو روسو نشان دادند که پانیشر دو بار در طول فیلم کاپیتان آمریکا: سرباز زمستان حضور کوتاهی داشته‌است.

## انیمیشن

### مرد آهنی: ظهور تکنوور (۲۰۱۳)
پانیشر به عنوان یک شخصیت مکمل در فیلم انیمیشن مرد آهنی: ظهور تکنوور با صدای نورمن ریدس حضور یافت. او ابتدا در حال شکار یکی از اعضای A.I.M در حال فروش اسلحه به یک خریدار دیده شد. با این حال، مرد آهنی عضو را نجات می‌دهد و پاسخ می‌گیرد. پس از آن، مرد آهنی و پانیشر با هم کار می‌کنند، متوجه می‌شوند که زیک استین مسئول قاب‌بندی مرد آهنی برای جنایتی است که او مرتکب نشده‌است. Hawkeye و Black Widow دستور بازیابی مرد آهنی را دریافت کردند، اما Punisher به مرد آهنی کمک می‌کند تا زیک استین را پیدا کند.

### محرمانه انتقام جویان: بیوه سیاه و پانیشر (۲۰۱۴)
پانیشر به عنوان یکی از قهرمانان اصلی انیمه محرمانه انتقام جویان با صداپیشگی برایان بلوم حضور یافته‌است. او که پس از مداخله در یک مأموریت مخفی شیلد به بازداشتگاه منتقل می‌شود، در ازای آزادی خود با بیوه سیاه با متحد شده تا سازمان تروریستی لوایتان را که قصد دارد فناوری دزدیده شده شیلد را به حراج بگذارد، نابود کنند.

## فیلم هوادار

### مجازاتگر: لباسشویی کثیف (۲۰۱۲)
در کامیک-کان بین‌المللی سن دیگو سال ۲۰۱۲، جین اولین فیلم کوتاه پانیشر با بودجه مستقل به کارگردانی فیل ژونو، نویسندگی چاد سنت جان، تهیه‌کنندگی آدی شانکار و به همراه بازی ران پرلمن، با عنوان لباس‌شویی کثیف را به نمایش گذاشت.

### در شهر نیویورک سقوط نکن (۲۰۱۲)
انیمیشنی فن فیلم نیز در سال ۲۰۱۲ با نام در شهر نیویورک سقوط نکن Don't Fall in New York ساخته شد و گلف باز حرفه ای لی وست وود به عنوان صداپیشه شخصیت اصلی در آن حضور یافت.

### جمجمه (۲۰۲۰)
بدلکاری به نام اریک لیندن که در سریال تلویزیونی نتفلیکس با عناون پانیشر که وقایع آن در دنیای سینمایی مارول جریان دارد، به عنوان هماهنگ‌کننده بدلکاری، کارگردان واحد دوم، بدلکار و دوبلور جان برنثال حضور داشت، کارگردانی و بازیگری در نقش پانیشر را در فیلم کوتاه جمجمه بر عهده گرفت.